# Thomas Pietsch
Thomas Pietsch (* 1960) ist ein deutscher Wirtschaftsinformatiker.

## Leben
Thomas Pietsch studierte am Fachbereich Betriebswirtschaftslehre der Technischen Universität Berlin. Nach einer Zeit als Wissenschaftlicher Mitarbeiter an der TU Berlin war Pietsch von 1988 bis 1992 für Beratungsunternehmen und EDV-Dienstleistungsunternehmen tätig, später als selbständiger Berater für große und mittelständische Unternehmen mit den Schwerpunkten Informationsmanagement, Geschäftsprozessorganisation und Kommunikation.
1996 wurde er am Fachbereich Informatik der TU Berlin mit einer Arbeit über die prozessorientierte Bewertung von Informations- und Kommunikationssystemen zum Dr. rer. oec. promoviert. Nach Lehraufträgen an der Technischen Fachhochschule Berlin (TFH) und an der FHTW Berlin wurde er 1997 zum Professor für Wirtschaftsinformatik an der FHTW, jetzt HTW Berlin, ernannt.
Pietsch ist Autor und Herausgeber zahlreicher Aufsätze und Bücher. In der Forschung beschäftigt sich Pietsch u. a. mit Informationsmanagement und Information Engineering.

## Schriften
- Thomas Pietsch, Lutz Martiny, Michael Klotz: Strategisches Informationsmanagement. Bedeutung und organisatorische Umsetzung. 4. völlig neu bearbeitete und erweiterte Auflage 330 Seiten, 96 Abbildungen, ISBN 3-503-06086-3 Erich Schmidt Verlag Berlin € (D) 59,00
- Bewertung von Informations- und Kommunikationssystemen. Erich Schmidt, Berlin 1999, ISBN 3-503-05800-1.
- Thomas Pietsch, Tobias Memmler: Balanced scorecard erstellen : Kennzahlenermittlung mit data mining. Erich Schmidt, Berlin 2003, ISBN 3-503-07023-0.

Herausgeberschaft
- Ressourcenmanagement. Umsetzung, Effizienz und Nachhaltigkeit mit IT. Erich Schmidt, Berlin 2007, ISBN 978-3-503-10026-2.